# Переменин, Денис Владимирович
Дени́с Влади́мирович Переме́нин (4 января 1976, Челябинск, РСФСР, СССР) — российский футболист, полузащитник.

## Карьера
В высшей лиге провёл три сезона с 2000 по 2002 годы, защищая цвета футбольного клуба «Анжи» из города Махачкала.
В 1998, будучи игроком «Копетдага», принял приглашение главного тренера сборной Туркменистана Пожечевского выступить за команду на Азиатских играх в Таиланде. Сыграл несколько игр, вышел вместе с командой в 1/4 турнира. Больше за сборную не играл.
Карьеру завершил в футбольном клубе «Шахтёр» из Коркино. Ныне является старшим тренером коркинского клуба.

## Достижения
- Победитель первого дивизиона первенства России 1999.
- Финалист Кубка России 2000/01.

## Семья
Дочь Карина (род. 2000) профессионально занимается баскетболом и баскетболом 3x3. В мае 2024 года она подписала контракт с клубом Суперлиги «Энергия» (Иваново).